# Anna Bonciani
Anna Bonciani (ur. 13 października 1985 we Florencji) – włoska wioślarka.

## Osiągnięcia
- Mistrzostwa Świata Juniorów – Ateny 2003 – czwórka bez sternika – 1. miejsce[1].
- Mistrzostwa Świata U-23 – Glasgow 2007 – czwórka bez sternika – 1. miejsce[1].
- Mistrzostwa Świata – Monachium 2007 – czwórka bez sternika – 6. miejsce[1].
- Mistrzostwa Świata – Linz 2008 – czwórka bez sternika – 4. miejsce[1].
- Mistrzostwa Europy – Ateny 2008 – ósemka – 4. miejsce[1].